# Торгваидзе, Лаша
Лаша Торгваидзе (груз. ლაშა თორღვაიძე; род. 26 мая 1993, Ахмета), также известный под фамилией Гулелаури — грузинский легкоатлет, специалист по тройным прыжкам. Выступает за сборную Грузии по лёгкой атлетике с 2011 года, победитель и призёр первенств национального значения, действующий рекордсмен страны по тройному прыжку в помещении, участник летних Олимпийских игр в Рио-де-Жанейро.

## Биография
Лаша Торгваидзе родился 26 мая 1993 года в городе Ахмета края Кахетия.
Впервые заявил о себе в лёгкой атлетике на международном уровне в сезоне 2011 года, когда вошёл в состав грузинской национальной сборной и побывал на Европейском юношеском летнем олимпийском фестивале в Трабзоне, откуда привёз награду серебряного достоинства, выигранную в тройных прыжках.
В 2012 году в той же дисциплине занял шестое место на юниорском мировом первенстве в Барселоне.
В 2013 году стартовал на чемпионате Европы в помещении в Гётеборге, но в финал не вышел.
В 2014 году выиграл серебряную медаль на зимнем чемпионате Балкан в Стамбуле.
В 2015 году отметился выступлением на чемпионате Европы в помещении в Праге, показал четвёртый результат на молодёжном европейском первенстве в Таллине, стал четвёртым в личном зачёте на впервые проводившихся Европейских играх в Баку.
В мае 2016 года на соревнованиях в Алма-Ате установил свой личный рекорд в тройном прыжке на открытом стадионе — 16,87 метра. Участвовал в чемпионате Европы в Амстердаме. Благодаря череде удачных выступлений удостоился права защищать честь страны на летних Олимпийских играх в Рио-де-Жанейро — на предварительном квалификационном этапе тройного прыжка провалил все три попытки и в финал не вышел.
После Олимпиады в Рио Торгваидзе остался в составе грузинской легкоатлетической сборной на ещё один олимпийский цикл и продолжил принимать участие в крупнейших международных стартах. Так, в 2018 году он выступил на чемпионате Европы в Берлине, где так же провалил все три свои попытки.
В феврале 2020 года на соревнованиях в Тбилиси с результатом 17,16 метра стал рекордсменом Грузии в тройном прыжке в закрытых помещениях, повторив непревзойдённое в течение многих лет достижение Виктора Санеева. Кроме того, взял бронзу на зимнем чемпионате Балкан в Стамбуле.